# Ocotea hypoglauca
Ocotea hypoglauca är en lagerväxtart som först beskrevs av Nees & Mart., och fick sitt nu gällande namn av Carl Christian Mez. Ocotea hypoglauca ingår i släktet Ocotea och familjen lagerväxter. Inga underarter finns listade i Catalogue of Life.